# Saliou Diallo
Pour les articles homonymes, voir Saliou et Diallo.
Saliou Diallo (né le 20 décembre 1976 à Freetown au Sierra Leone) est un joueur de football international guinéen, qui évoluait au poste de gardien de but.

## Biographie

### Carrière en club
Saliou Diallo évolue en Guinée, en Belgique, en Turquie et en Azerbaïdjan.
Il joue notamment neuf matchs en première division belge avec le KVC Westerlo.

### Carrière en sélection
Saliou Diallo reçoit 30 sélections en équipe de Guinée, sans inscrire de but, entre 1992 et 2001.
Il figure notamment dans le groupe des sélectionnés lors des CAN de 1994 et de 1998. Lors de la CAN 1994 organisée en Tunisie, il joue deux matchs. Lors de la CAN 1998 qui se déroule au Burkina Faso, il joue à nouveau deux rencontres.
Il joue enfin 15 matchs comptant pour les tours préliminaires des coupes du monde 1994, 1998 et 2002.